# Locris biguttula
Locris biguttula är en insektsart som beskrevs av Henri Schouteden 1901. Locris biguttula ingår i släktet Locris och familjen spottstritar. Inga underarter finns listade i Catalogue of Life.